# Prenoszil Sándor
Königseggi Prenoszil Sándor (Gödöllő, 1857. december 28. – Budapest, Erzsébetváros, 1935. április 15.) festő, grafikus, ipariskolai tanár.

## Életútja
Prenoszil Sándor és Pethő Etelka fiaként született. A budapesti Mintarajziskolában tanult, majd ezt követően illusztrátora volt több különböző újságnak. 1889-től kiállított a Műcsarnokban, 1929-ben pedig a Nemzeti Szalonban. 1915-ben vonult nyugdíjba mint a mátyásföldi társaság régi, érdemes tagja. Halálát agyvérzés okozta. Felesége Vajdafi Mária (Irma) volt.